# Bahnstrecke Schönberg–Schleiz
| Ausschnitt der Streckenkarte Sachsen 1902 |                         |                                      |                                      |
| Streckennummer: | 6656; sä. SSz           |                                      |                                      |
| Kursbuchstrecke (DB): | 543 (2008)              |                                      |                                      |
| Kursbuchstrecke: | 144k (1934) 173d (1946) |                                      |                                      |
| Streckenlänge: | 14,906 km               |                                      |                                      |
| Spurweite: | 1435 mm (Normalspur)    |                                      |                                      |
| Streckenklasse: | A                       |                                      |                                      |
| Maximale Neigung: | 12,5 ‰                  |                                      |                                      |
| Minimaler Radius: | 300 m                   |                                      |                                      |
| Streckengeschwindigkeit: | 50 km/h                 |                                      |                                      |
| |                         |                                      |                                      |
| \| \| \| von Leipzig Bayer Bf \| \| \| \| 0,000 \| Schönberg (Vogtl) \| 514 m \| \| \| \| nach Hof Hbf \| \| \| \| 0,254 \| nach Hirschberg (Saale) \| nach Hirschberg (Saale) \| \| \| 0,498 \| Infrastrukturgrenze DB InfraGO / DRE \| Infrastrukturgrenze DB InfraGO / DRE \| \| \| 2,945 \| Mühltroff \| 480 m \| \| \| 3,550 \| Wisenta (16 m) \| Wisenta (16 m) \| \| \| \| Landesgrenze Sachsen / Thüringen \| \| \| \| 5,985 \| Zeitera (13 m) \| Zeitera (13 m) \| \| \| 7,005 \| Langenbuch \| 470 m \| \| \| 9,961 \| Lössau \| Lössau \| \| \| 11,666 \| Wüstendittersdorf \| 439 m \| \| \| 14,405 \| Schleiz Awanst \| Schleiz Awanst \| \| \| \| nach Saalburg \| \| \| \| 14,899 \| Schleiz \| 431 m \| \| \| \| \| \| \| Quellen: [1][2] \| \| \| \| |                         |                                      |                                      |
| Strecke |                         | von Leipzig Bayer Bf                 | von Leipzig Bayer Bf                 |
| Bahnhof | 0,000                   | Schönberg (Vogtl)                    | 514 m                                |
| Abzweig ehemals geradeaus und nach links |                         | nach Hof Hbf                         | nach Hof Hbf                         |
| Abzweig geradeaus und nach links (Strecke außer Betrieb) | 0,254                   | nach Hirschberg (Saale)              | nach Hirschberg (Saale)              |
| Wechsel des Eisenbahninfrastrukturunternehmens (Strecke außer Betrieb) | 0,498                   | Infrastrukturgrenze DB InfraGO / DRE | Infrastrukturgrenze DB InfraGO / DRE |
| Bahnhof (Strecke außer Betrieb) | 2,945                   | Mühltroff                            | 480 m                                |
| Brücke über Wasserlauf (Strecke außer Betrieb) | 3,550                   | Wisenta (16 m)                       | Wisenta (16 m)                       |
| Grenze (Strecke außer Betrieb) |                         | Landesgrenze Sachsen / Thüringen     | Landesgrenze Sachsen / Thüringen     |
| Brücke über Wasserlauf (Strecke außer Betrieb) | 5,985                   | Zeitera (13 m)                       | Zeitera (13 m)                       |
| Bahnhof (Strecke außer Betrieb) | 7,005                   | Langenbuch                           | 470 m                                |
| Haltepunkt / Haltestelle (Strecke außer Betrieb) | 9,961                   | Lössau                               | Lössau                               |
| Haltepunkt / Haltestelle (Strecke außer Betrieb) | 11,666                  | Wüstendittersdorf                    | 439 m                                |
| Blockstelle (Strecke außer Betrieb) | 14,405                  | Schleiz Awanst                       | Schleiz Awanst                       |
| Abzweig geradeaus und nach rechts (Strecke außer Betrieb) |                         | nach Saalburg                        | nach Saalburg                        |
| Kopfbahnhof Streckenende (Strecke außer Betrieb) | 14,899                  | Schleiz                              | 431 m                                |
| |                         |                                      |                                      |
| Quellen: |                         |                                      |                                      |

Die Bahnstrecke Schönberg–Schleiz ist eine Nebenbahn in Sachsen und Thüringen. Sie verläuft im Tal der Wisenta von Schönberg ins thüringische Schleiz und wird auch Wisentatalbahn genannt. Die 1887 eröffnete Strecke wurde ursprünglich von den Kgl. Sächsischen Staatseisenbahnen erbaut und betrieben. 1997 wurde der reguläre Güterverkehr und 2006 der Personenverkehr eingestellt. 2024 wurde die zuletzt von der Deutschen Regionaleisenbahn betriebene und nur noch für Sonderfahrten genutzte Strecke stillgelegt.

## Geschichte

### Vorgeschichte und Bahnbau
Bereits Ende der 1820er Jahre gab es ein Projekt für einen Bahnanschluss, der ebenso wie die von den Schleizern gewünschte Führung der Bahnstrecke Leipzig–Hof der Sächsisch-Bayerischen Eisenbahn-Compagnie über Schleiz in den 1840er Jahren nicht umgesetzt wurde. Die ehemalige Residenzstadt Schleiz des Fürstentums Reuß jüngere Linie hoffte in den 1870er Jahren vergebens auf einen Eisenbahnanschluss. Die Thüringische Eisenbahn-Gesellschaft und die neugegründete Erfurt-Hof-Eger Eisenbahn-Gesellschaft mussten wegen finanzieller Schwierigkeiten ihre Pläne alle in der Planungs- oder Vorbereitungsphase abbrechen. Da das Fürstentum Reuß jüngere Linie wegen fehlender finanzieller Mittel nicht den Bau eigener Bahnstrecken durchführen konnte, war es auf Hilfe einer privaten Gesellschaft oder des Königreichs Sachsen angewiesen. Wie bereits zuvor, konnten nicht einmal Zinsgarantien vergeben werden.
Erst in den 1880er Jahren kam es zu entsprechenden Verhandlungen über einen Bahnbau. Die von Reuß jüngerer Linie geforderte Streckenführung Gera–Zeulenroda–Schleiz, die ihre wichtigsten Städte angebunden hätte, war problematisch. Das Vorhaben, Schleiz mit Schönberg an der Bahnstrecke Leipzig–Hof zu verbinden, wurde sowohl von der Stadt Zeulenroda als auch vom Fürstentum im Dezember 1883 noch vehement behindert. Die Plauener hatten selbst starkes Interesse an der Verbindung Schönberg–Schleiz, da sie sich dadurch eine stärkere wirtschaftliche Kontrolle des Gebiets um Schleiz und Hirschberg versprachen. Mit dem Argument, dass ein möglicher preußischer Bahnbau von Neustadt oder Triptis an der Bahnstrecke Leipzig–Eichicht ausgehend diese Interessen gefährdete, wandten sich die Plauener im Februar 1884 an den sächsischen Staat. Ein Mühltroffer Eisenbahnkomitee unterstützte das Plauener Vorhaben, sodass der sächsische Landtag im Mai 1884 den Bahnbau genehmigte. Die Verhandlungen mit dem Fürstentum Reuß jüngere Linie zogen sich noch bis Januar 1885 hin. Am 11. Februar 1885 wurde ein Staatsvertrag abgeschlossen, damit waren die gesetzlichen Grundlagen für einen Bahnbau geschaffen.
Im Oktober 1885 begannen die Verhandlungen über den Kauf des benötigten Baulandes, eigentlicher Baubeginn war am 15. April 1886. Circa sechs der rund 15 Kilometer langen Strecken lagen auf sächsischem Staatsgebiet, die restlichen etwa neun Kilometer auf reußischen Hoheitsgebiet. Der sächsische Staat bezahlte reichlich 500.000 Mark, während das Fürstentum Reuß jüngere Linie circa 590.000 Mark für die sogenannte Reußische Staatsbahn beisteuerte. Knapp 400 Personen waren durchschnittlich beim Bahnbau beteiligt. Insgesamt wurden circa 140.000 m³ Erdreich bewegt und etwa 16 Kilometer Gleis mit 19 Weichen verlegt. Am 11. Juni 1887 fand die polizeiliche Abnahme der rund 1,2 Millionen Mark teuren Strecke statt, dabei waren die Minister Hans von Thümmel für Sachsen und Emil von Beulwitz für Reuß jüngere Linie anwesend. Die feierliche Streckeneröffnung fand am 18. Juni 1887 statt, planmäßiger Verkehr wurde ab dem 20. Juni 1887 durchgeführt. Der Betrieb wurde von Anfang an von den K. Sächs. Sts. E.B. übernommen, die den Streckenabschnitt auf dem reußischen Territorium pachteten. Mit der Eröffnung erhielt die Strecke ein in Sachsen übliches Kürzel für eine Eisenbahnstrecke, für Schönberg–Schleiz lautete es SSz.

### Weitere Entwicklung

Fahrplan 1914

Im ersten Fahrplan verkehrten vier Zugpaare, sonntags fünf, auf der Strecke. Als Sachsen die größtenteils über reußisches Gebiet führende Bahnstrecke Schönberg–Hirschberg 1891/92 auf eigene Kosten erbaute, erhielt sie dafür am 1. Januar 1892 den reußischen Teil der Strecke nach Schleiz.
Recht bald wurden die Personenzüge durch Personenzüge mit Güterbeförderung (PmG) ersetzt, sodass um 1900 fünf PmGs und ein Personenzug fuhren. Im Gegensatz zu anderen Strecken im Vogtland stagnierte im Personenverkehr das Transportvolumen der Strecke Schönberg–Schleiz. So erreichte man 1913 noch etwa das gleiche Ergebnis wie 1899, nur im Güterverkehr gab es größere Zuwächse. Dennoch erhöhte man die Zugzahl bis zum Ersten Weltkrieg auf sieben, von denen in der Nachkriegszeit drei gestrichen wurden. Erst Mitte der 1930er Jahre wurde die Zugzahl der Vorkriegszeit wieder erreicht.
Mitte der 1890er Jahre entstanden im Zusammenhang mit dem Projekt der Saaletalsperre erste Pläne für eine Verlängerung der Strecke; als Ziel wurde sowohl Ziegenrück (1893) als auch Moßbach (1894) angedacht. An beiden Orten hätte ein Anschluss an die 1894 eröffnete Bahnstrecke Triptis–Ziegenrück bestanden. Für die Verlängerung nach Moßbach wurden 1912/13 erste Vorarbeiten genehmigt, aufgrund des Ersten Weltkriegs und den Umständen in den Nachkriegsjahren kam das Vorhaben nicht zur Ausführung. Allerdings wurde 1925 der Bau der Bleilochtalsperre beschlossen; unter anderem für den Materialtransport wurde die Bahnstrecke Schleiz–Saalburg mit einem Abzweig zur Staumauer gebaut. Diese hatte in Schleiz Anschluss an die Bahnstrecke Schönberg–Schleiz. Die nach dem Preußischen Kleinbahngesetz von 1892 gebaute Strecke wurde am 28. Juni 1930 von der Schleizer Kleinbahn AG eröffnet.
| Kursbuchstrecke | Zeitraum            |
| --------------- | ------------------- |
| 33              | 1892/93             |
| 93 f            | 1914                |
| 144 k           | 1938, 1939          |
| 173 d           | 1941, 1941/42, 1944 |
| 173 e           | 1952                |
| 474             | 1968                |
| 547             | 1991/92             |
| 545             | 1996                |
| 543             | 2006                |

Die Zahl der Verbindungen hatte sich bis 1938 auf acht erhöht, von denen einige bis Plauen (Vogtl) oberer Bahnhof durchgebunden waren. Während des Zweiten Weltkriegs wurden die Relationen werktags auf fünf (ansonsten nur vier) Züge täglich reduziert. Die meisten davon verkehrten nur noch als Güterzug mit Personenbeförderung (GmP).
Nach Kriegsende verkehrten noch während der amerikanischen Besatzungszeit zwei Zugpaare täglich, ab Herbst 1945 dann schon drei täglich. In Jahren danach gab es wieder mehr Reiseverbindungen, so waren es 1952 fünf und 1955 sieben (davon zwei GmP) Reiseverbindungen. Bis 1989/90 blieb die Zahl bei etwa acht Zugpaaren täglich, die Fahrzeit betrug immer rund 24 Minuten. Weiterhin hatten mehrere Züge wieder eine Durchbindung nach Plauen.

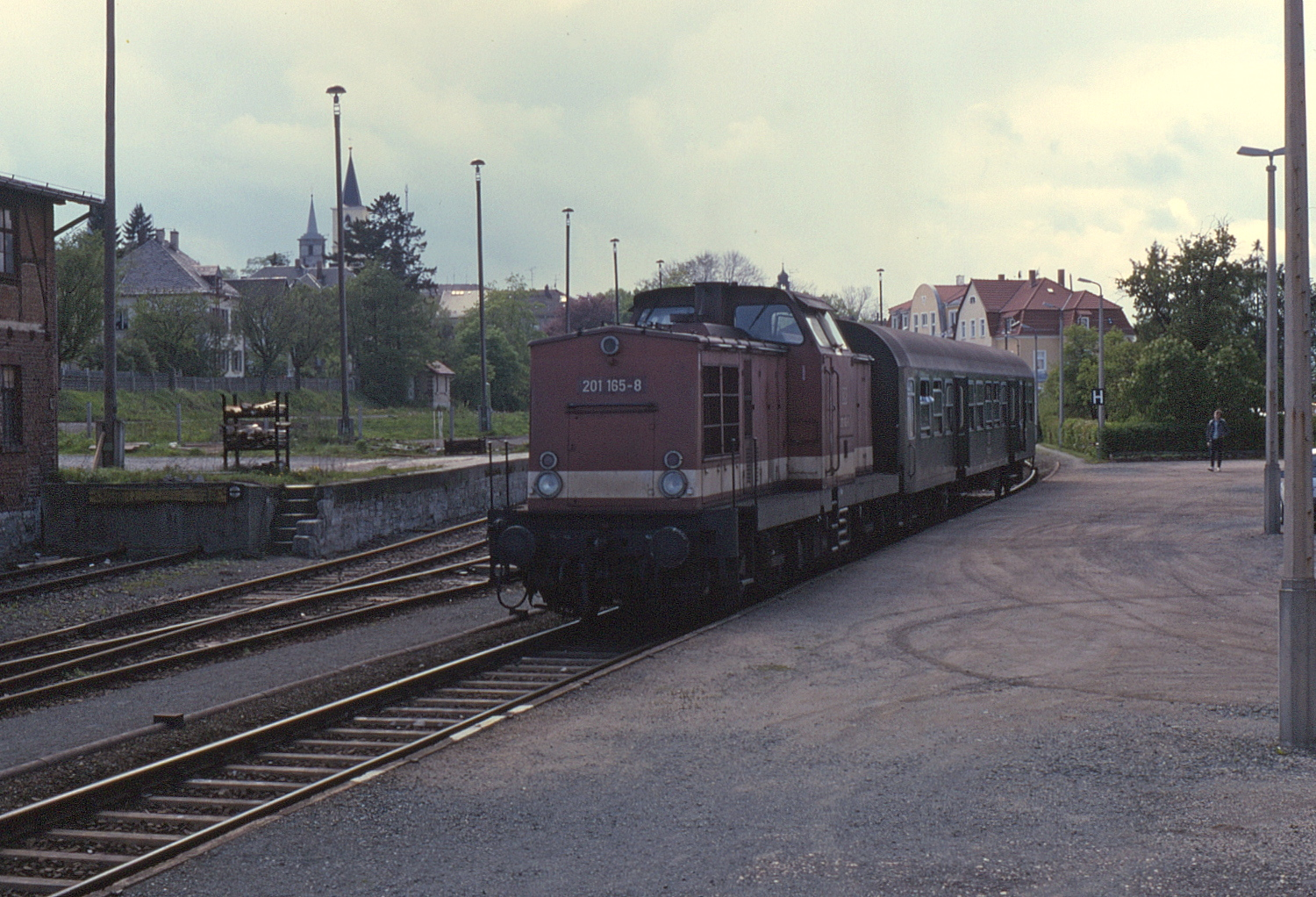
Reisezug nach Schönberg in Schleiz (1995)

Mit Einstellung des Personenverkehrs auf dem Abschnitt Schleiz West – Saalburg der Bahnstrecke Schleiz–Saalburg 1996 wurde der Personenverkehr zum Bahnhof Schleiz eingestellt und der Personenverkehr über das Verbindungsgleis bis zum Haltepunkt Schleiz West geführt. Anstelle des Bahnhofs Schleiz wurde dabei der Bahnsteig der ehemaligen Schleizer Kleinbahn benutzt, da die Personenzüge bis Schleiz West fuhren. Dieser Personenverkehr wurde zum Fahrplanwechsel am 8. Dezember 2006 eingestellt. Der Güterverkehr zwischen Schönberg und Schleiz endete 1997 komplett, schon zuvor verkehrten nur noch Bedarfsgüterzüge. Am 24. Mai 1998 übernahm die Vogtlandbahn den Verkehr; im Gegensatz zu zahlreichen Nebenbahnen im Vogtland wurde die Strecke Schönberg–Schleiz nicht grundlegend saniert.
Der Personenverkehr endete am 9. Dezember 2006, nachdem der Verkehr durch Thüringen abbestellt wurde. Am 31. Januar 2008 pachtete die Deutsche Regionaleisenbahn GmbH (DRE) die Strecke von der DB Netz AG. Die DRE betreibt die Strecke im Zugleitbetrieb nach FV-NE, zuständig ist der Zugleiter in Pretzsch. Bereits am 30. Juni 2007 nahm der Förderverein Wisentatalbahn den Betrieb mit Sonderzügen nach einem besonderen Fahrplan wieder auf. Die vorerst letzte Fahrt auf der Gesamtstrecke fand am 18. Oktober 2008 statt. Ab dem 1. November 2008 wurde die Strecke gesperrt.
Am 1. Mai 2010 konnte zunächst das drei Kilometer lange Teilstück Schönberg–Mühltroff für den Gelegenheitsverkehr wieder in Betrieb genommen werden, und im Oktober des gleichen Jahres wurden die Sonderfahrten des Fördervereins bis Langenbuch verlängert. Am 3. Dezember 2011 wurde der letzte Teilabschnitt bis Schleiz-West wieder einbezogen. Allerdings durften ab Mai 2012 die Züge nicht mehr an den zu DB Station&Service gehörenden Bahnsteigen zwischen Mühltroff und Schleiz-West halten. Erst nach eineinhalb Jahren erfolgte dafür die Genehmigung durch die DB-Tochter.
Seit der Wiederinbetriebnahme der Gesamtstrecke organisiert der Förderverein Wisentatalbahn eine steigende Anzahl von Sonderverkehren. Die Förderung des touristischen Verkehrs in der Region ist dabei ein wichtiges Ziel. Hierzu dienen auch die Anschaffung eines eigenen Fahrzeugs und die Reaktivierung des Bahnhofs Schleiz einschließlich des Lokschuppens. Dadurch können auch Züge mit Dampflokomotiven, die am Endpunkt an das andere Ende des Zuges umsetzen müssen, nach Schleiz verkehren.
Weil die notwendige Instandsetzung nicht erfolgte, wurde die Streckenklasse von CM4 auf A herabgestuft, ebenso wurde die zulässige Höchstgeschwindigkeit von vormals 50 km/h auf 30 km/h gesenkt. Im Juni 2023 schrieb die Deutsche Regionaleisenbahn die Gesamtstrecke sowie die Strecke nach Schleiz West nach § 11 des Allgemeinen Eisenbahngesetzes zur Übernahme durch andere Eisenbahninfrastrukturunternehmen aus. Da kein Interesse an der Übernahme bestand und größere Investitionen anstanden, kündigte die DRE den Pachtvertrag mit DB InfraGO und legte die Strecke am 15. März 2024 still.

## Streckenbeschreibung

### Verlauf

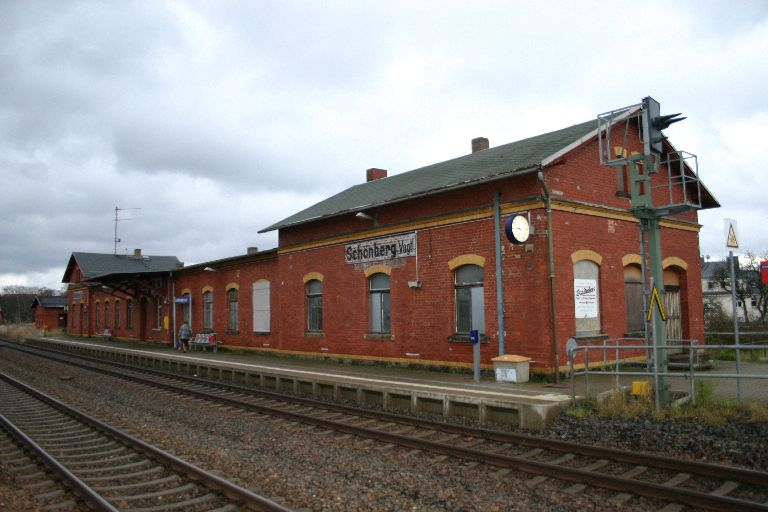
Bahnhof Schönberg (2006)

Der Bahnhof Schönberg (Vogtl) liegt an der Bahnstrecke Leipzig–Hof. Die Strecke verlässt den Bahnhof gemeinsam mit der heute nicht mehr in Betrieb befindlichen Bahnstrecke Schönberg–Hirschberg in südwestlicher Richtung. Die erste Station, der Haltepunkt Mühltroff, liegt noch im Vogtlandkreis. Dann schwenkt die Linie nach Norden, um die Landesgrenze zwischen Sachsen und Thüringen zu überschreiten und durch waldreiche Abschnitte den Haltepunkt Langenbuch zu erreichen. Vorbei am Westrand der Talsperre Lössau über Lössau und Wüstendittersdorf schwenkt der Streckenverlauf wieder in Richtung Westen und erreicht Schleiz. Unmittelbar vor dem Bahnhof zweigt nach rechts das Verbindungsgleis zur Bahnstrecke Schleiz–Saalburg ab.
Rund die Hälfte der 14,906 Kilometer langen Strecke befindet sich im Gefälle, da der Schleizer Bahnhof 81 Meter tiefer als der Schönberger liegt. Etwas mehr als die Hälfte liegt in Bögen, der minimale Radius beträgt 300 Meter.

### Betriebsstellen

#### Schönberg (Vogtl)⊙50.528511.9611
Bis zum Bau der Schleizer Bahnstrecke war in Schönberg nur eine unbedeutende Station an der Bahnstrecke Leipzig–Hof vorhanden. Ab 1886 entstanden ein einstöckiges Empfangsgebäude, ein Heizhaus und ein Kohleschuppen. Ein Güterschuppen war schon seit 1875 vorhanden. Mit dem Bau der Hirschberger Strecke wurde der Bahnhof Anfang des 20. Jahrhunderts nochmals vergrößert. Letztmals wurde der Inselbahnhof in den 1990er Jahren nennenswert umgebaut.

#### Mühltroff⊙50.541611.9344

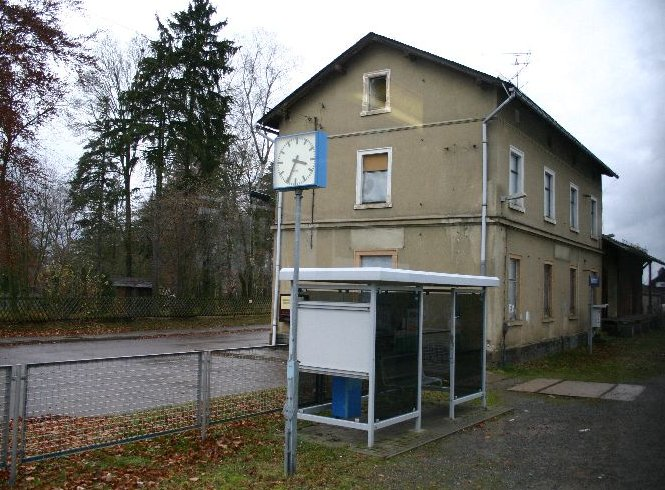
Bahnhof Mühltroff (2006)

Mühltroff hatte nach Schleiz die zweitgrößte Verkehrsbedeutung. Die Station umfasste bei der Eröffnung drei Gleise, wegen des alsbald ansteigenden Transportergebnisses musste die Güteranlagen bereits 1902 verändert werden. Der rund 16 Meter lange Güterschuppen mit zwei Ladeluken war am zweieinhalbstöckigen Empfangsgebäude angebaut. Des Weiteren waren ein einfaches Wirtschaftsgebäude sowie ein Freiabtritt vorhanden. Zwei Stumpfgleise zweigten vom Güterschuppengleis ab, an dem sich mehrere Privatschuppen sowie eine Laderampe befanden. Die Ladestraße befand sich auf der anderen Bahnhofsseite. Zunächst nur Haltestelle, wurde die Station 1905 zum Bahnhof erhoben.
Die im Bahnhofsbereich liegende Straßenkreuzung mit der heutigen B 282 erhielt in den 1950er Jahren eine Schrankenanlage. Erste Rückbauten erfolgten Ende der 1960er Jahre, als ein Stumpfgleis ausgebaut sowie die restlichen Gleise mit Gleissperren gesichert wurden. Ende der 1990er Jahre wurden die Gleisanlagen bis auf das durchgehende Streckengleis abgebaut und der Bahnhof zum unbesetzten Haltepunkt zurückgestuft.

#### Langenbuch⊙50.562311.8952

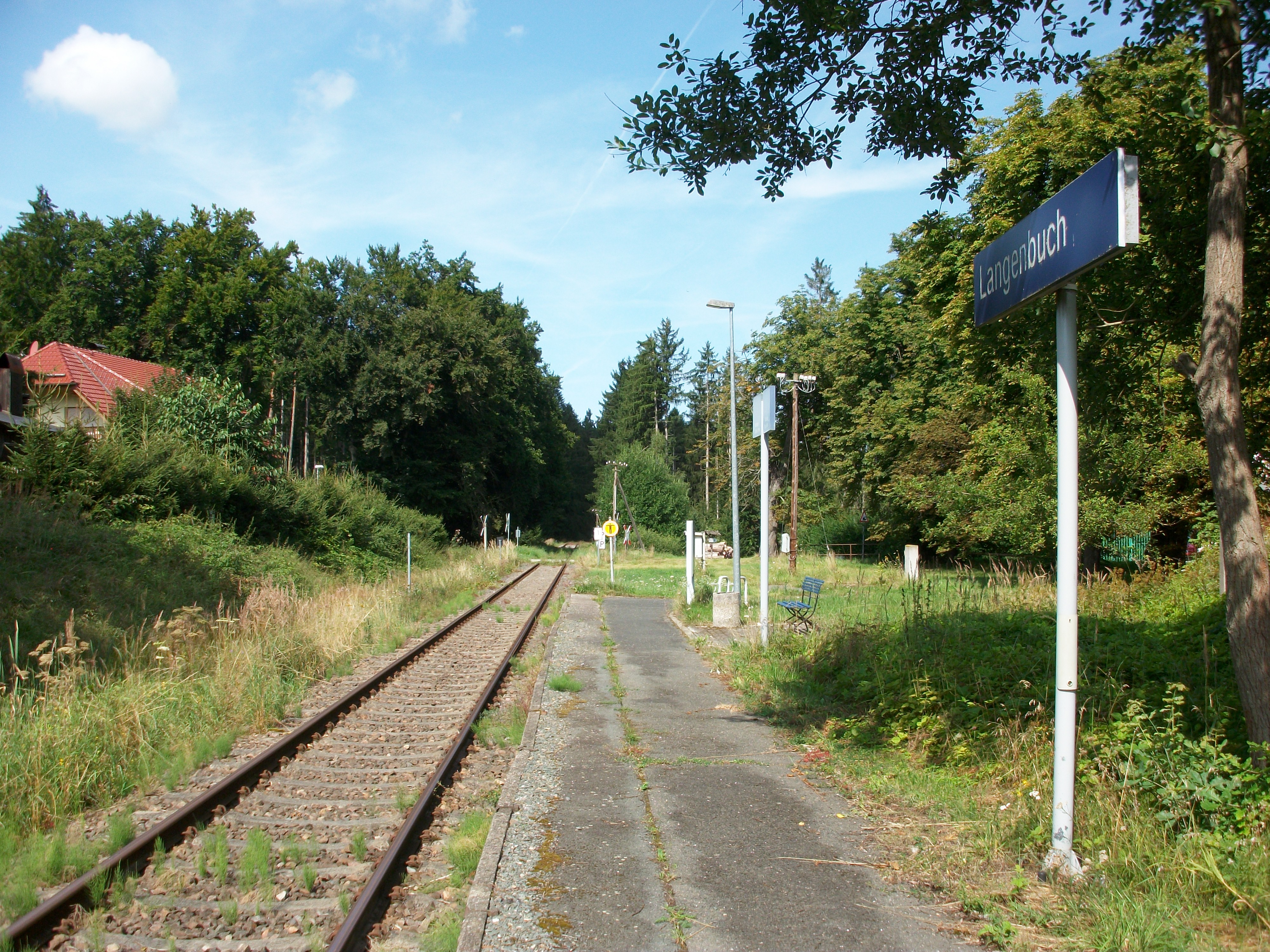
Haltepunkt Langenbuch, Blick Richtung Schleiz (2021)

Zunächst diente die Station mit zwei Gleisen nur der Holzverladung, wofür eine 110 Meter lange Seitenladerampe vorhanden war. Erst 1898 wurde Langenbuch für den Personen- sowie den allgemeinen Güterverkehr zugelassen. Am Gleis der Holzladerampe schloss sich ein Stumpfgleis mit der Ladestraße an, ebenfalls gab es noch eine kurze Viehverladerampe. Weiterhin wurde ein Freiabtritt, zwei Wagenkästen und eine Wartehalle aufgestellt. Die Station wurde 1902 zum Bahnhof erhoben, nachdem 1902 das örtliche Sägewerk ein eigenes, beidseitig ins Hauptgleis eingebundenes Ladegleis erhielt.
Bereits in den 1960er Jahren wurden die Güteranlagen nicht mehr benutzt, ab 1987 war Langenbuch nur noch ein unbesetzter Haltepunkt. Die hölzerne Wartehalle – ein sächsischer Typenbau mit Walmdach – wurde 1999 abgerissen.

#### Lössau⊙50.580411.8782

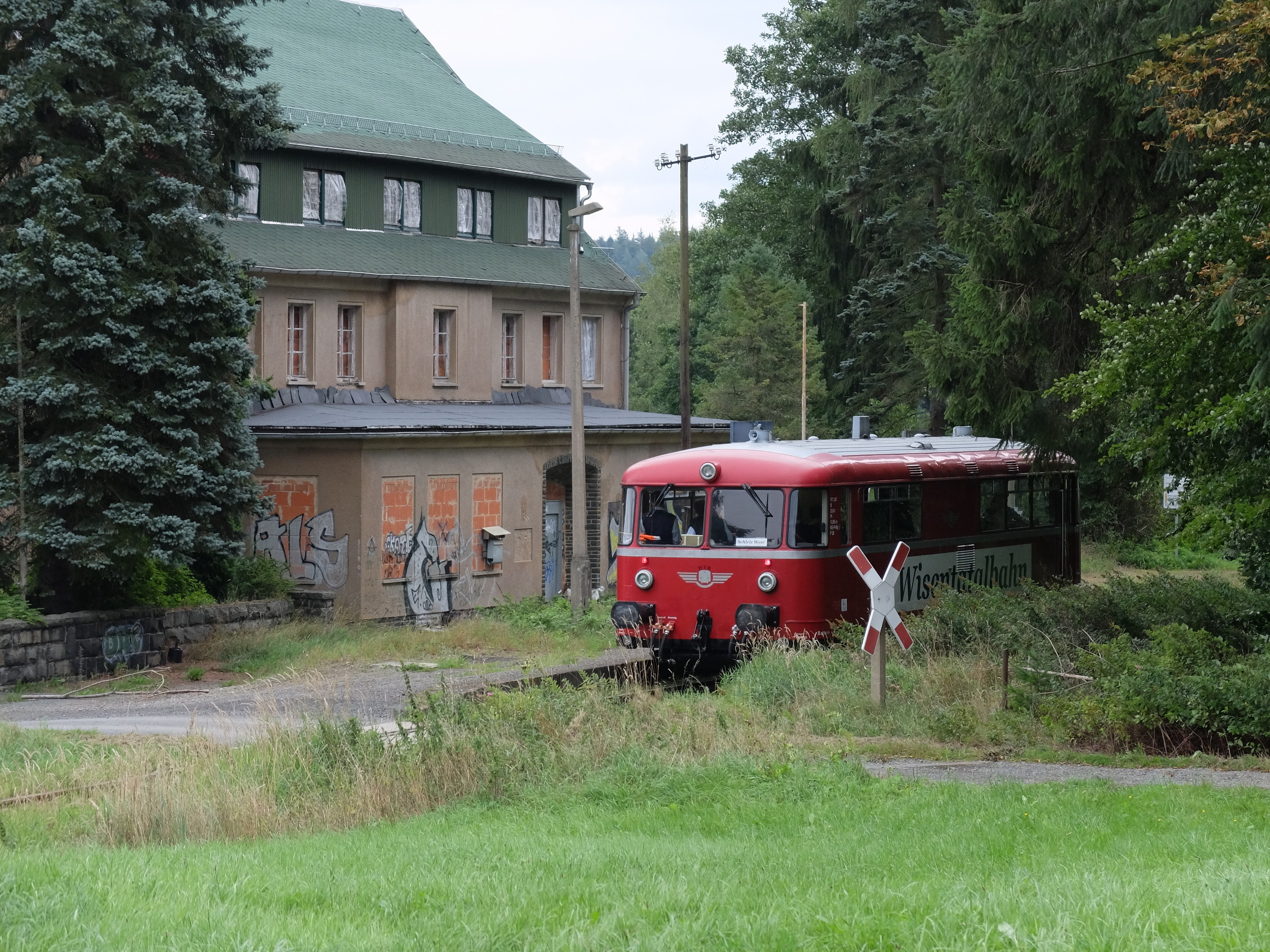
Triebwagen 798 307 der Wisentatalbahn in Lössau

Außer einer hölzernen Wartehalle, einem Bahnsteig und zwei Wagenkästen waren am zunächst recht weit von der Ortschaft entfernten Haltepunkt Lössau keine weiteren Anlagen vorhanden. Die Wartehalle in Holzausführung ist noch heute vorhanden, allerdings nicht mehr am ursprünglichen Standort, denn in den 1950er Jahren wurde das ehemalige Bahnhofsrestaurant zum Ferienobjekt der Deutschen Reichsbahn umgebaut und die Wartehalle umgesetzt.

#### Wüstendittersdorf⊙50.576911.8563

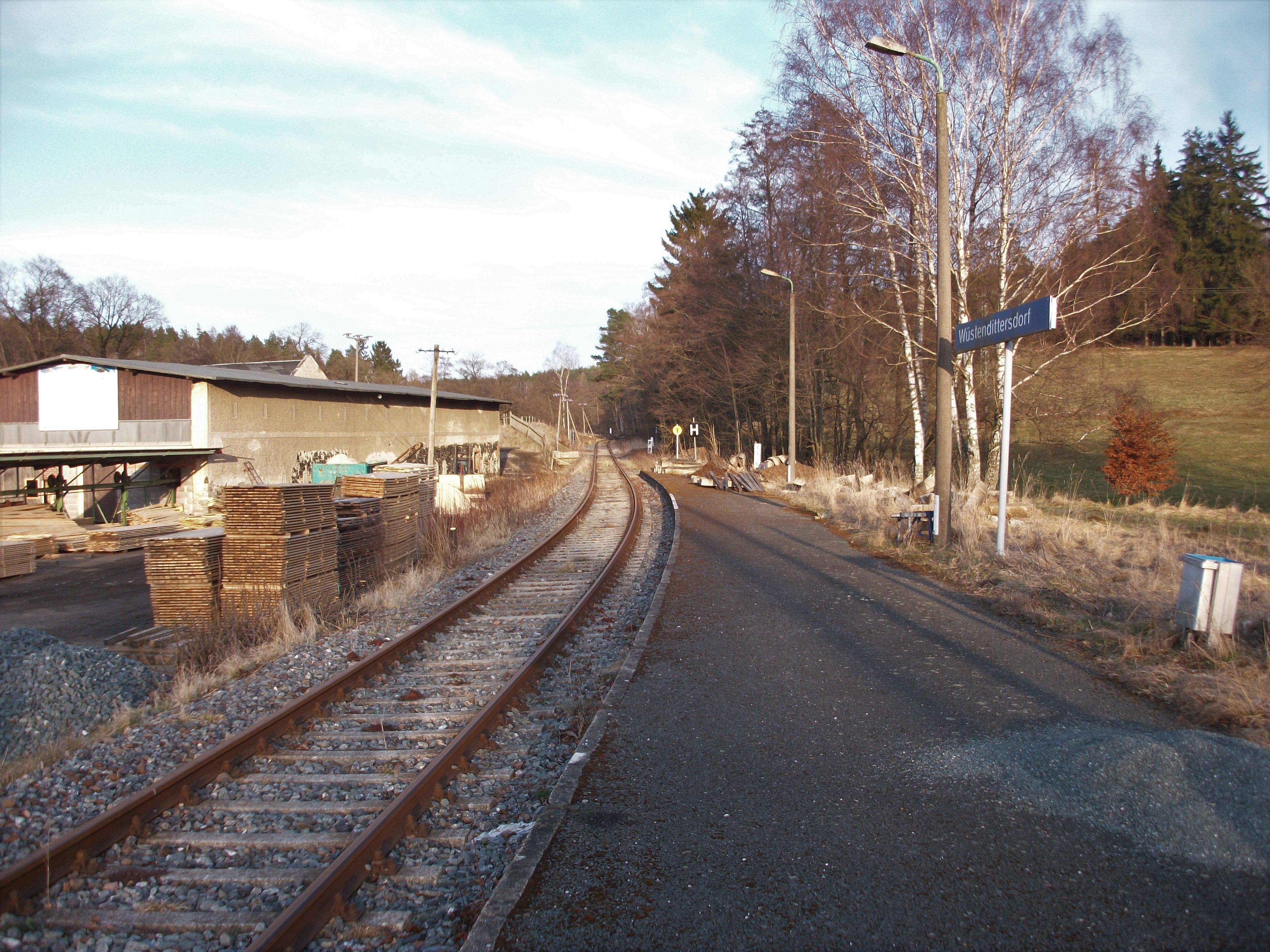
Haltepunkt Wüstendittersdorf (2022)

Ähnlich wie der Haltepunkt Lössau war Wüstendittersdorf ausgestattet. 1902 wurden die Anlagen mit einem Stumpfgleis und einer Seitenladerampe ergänzt, welche heute wieder entfernt sind.

#### Schleiz⊙50.580811.8177

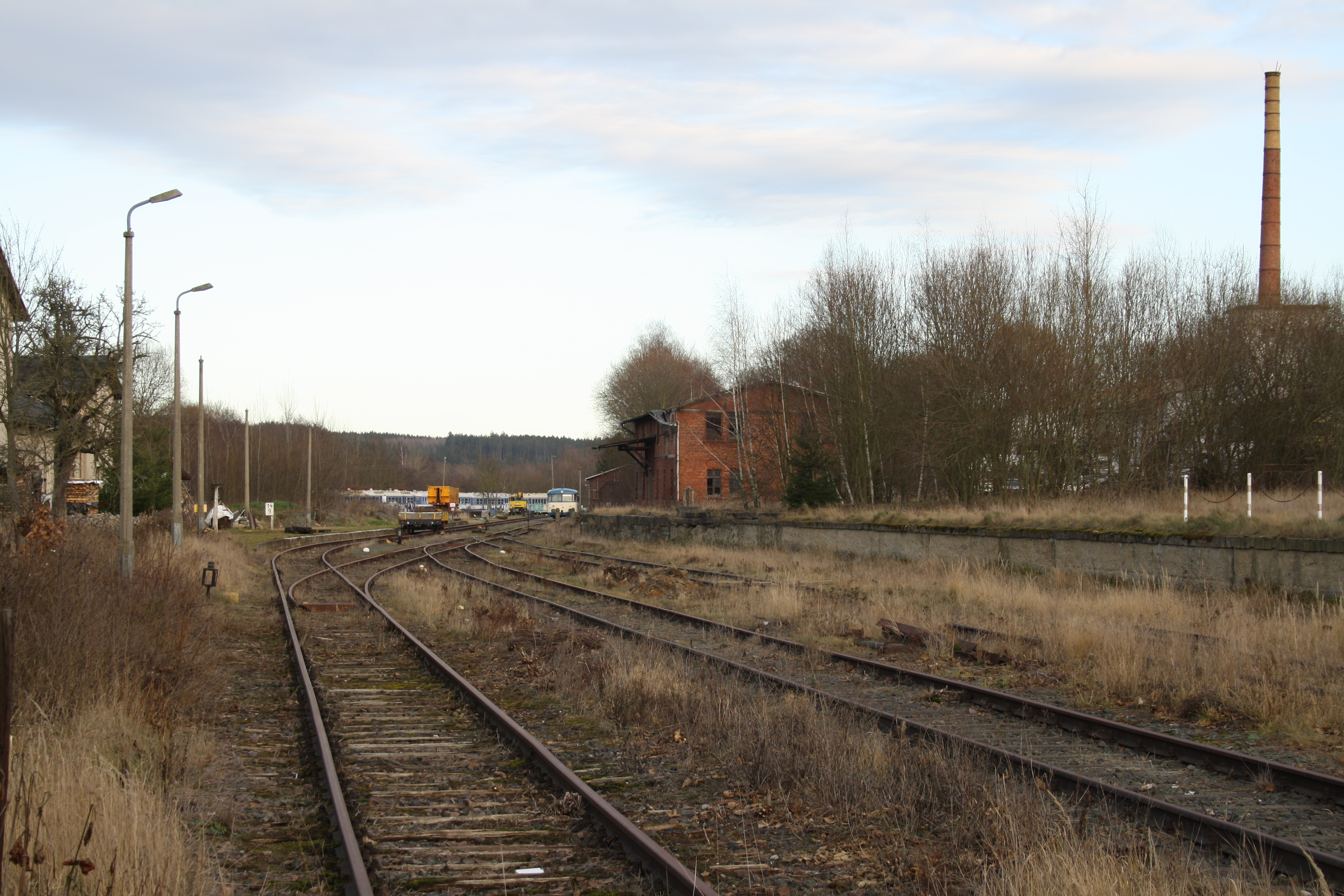
Bahnhof Schleiz von Westen (2020)

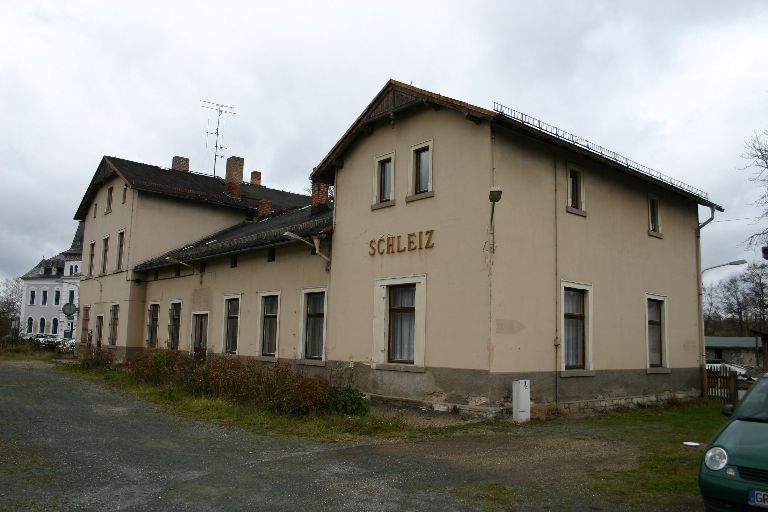
Empfangsgebäude des Bahnhofs Schleiz (2006)

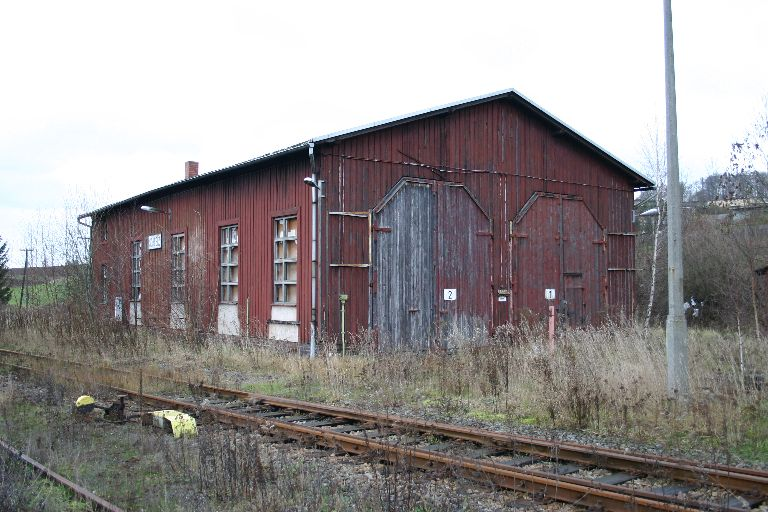
Lokschuppen Schleiz (2006)

Das Empfangsgebäude des Bahnhofs Schleiz entsprach im Wesentlichen den sächsischen Typenbauten. Ein zweieinhalbgeschossiger Flügel beherbergte Warte- und Gepäckräume, die Diensträume befanden sich im einstöckigen Zwischenbau zum anderen nur zweistöckigen Flügel. An weiteren Hochbauten wurden ein Güterschuppen, ein Wirtschaftsgebäude, ein Heizhaus samt Lokbehandlungsanlagen und mehrere Privatlagerschuppen errichtet. Im Jahr 1890 wurde der 22 Meter lange, mit 3 Ladeluken versehene Güterschuppen mit einem eineinhalbstöckigen Expeditionsanbau erweitert. An weiteren Anlagen für den Güterverkehr waren eine Kopf- und Seitenrampe gegenüber dem Empfangsgebäude sowie eine Ladestraße vorhanden.
An der Bahnhofseinfahrt entstand mit dem Bahnbau ein zweigleisiges, zweiständiges Heizhaus. Einige der auf der Strecke eingesetzten Lokomotiven waren hier stationiert, obwohl die Lokbehandlungsanlagen schon ab den 1930er Jahren nicht mehr regelmäßig genutzt wurden. Die Lokeinstelle gehörte nach dem Zweiten Weltkrieg zunächst zum Bahnbetriebswerk Greiz und wurde später dem Bahnbetriebswerk Reichenbach angegliedert. Am 31. Dezember 1981 wurde die Lokeinsatzstelle in eine reine Personaleinsatzstelle umgewandelt und am 1. Juni 1992 oder 1. Juni 1996 geschlossen.
Nachdem am 31. Mai 1969 die elektrische Zugförderung auf der Bahnstrecke Schleiz–Saalburg eingestellt wurde, erfolgte die Durchbindung einiger Personenzüge von Schönberg bis nach Saalburg. Sie fuhren dadurch nicht mehr in den Bahnhof Schleiz ein, sondern hielten am nahe gelegenen Haltepunkt Schleiz, der sich direkt nördlich des Schleizer Bahnhofs am Gleis nach Saalburg befindet. Nachdem im Jahr 1998 der Abschnitt Schleiz West–Saalburg der Schleizer Kleinbahn stillgelegt wurde, erfolgte die Durchbindung der Triebwagen der Verbindung Schönberg–Schleiz über den Haltepunkt Schleiz zum Haltepunkt Schleiz West. Dadurch wurde der Staatsbahnhof nicht mehr direkt bedient. Am 8. Dezember 2006 wurde auch auf der restlichen Bahnstrecke der Personenverkehr eingestellt. Nachdem der Förderverein Wisentatalbahn die Bahnstrecke Schönberg–Schleiz und den Abschnitt nach Schleiz West schrittweise wieder in Betrieb nahm, fuhren ab dem 3. Dezember 2011 regelmäßig Sonderzüge nach Schleiz West.

## Fahrzeugeinsatz

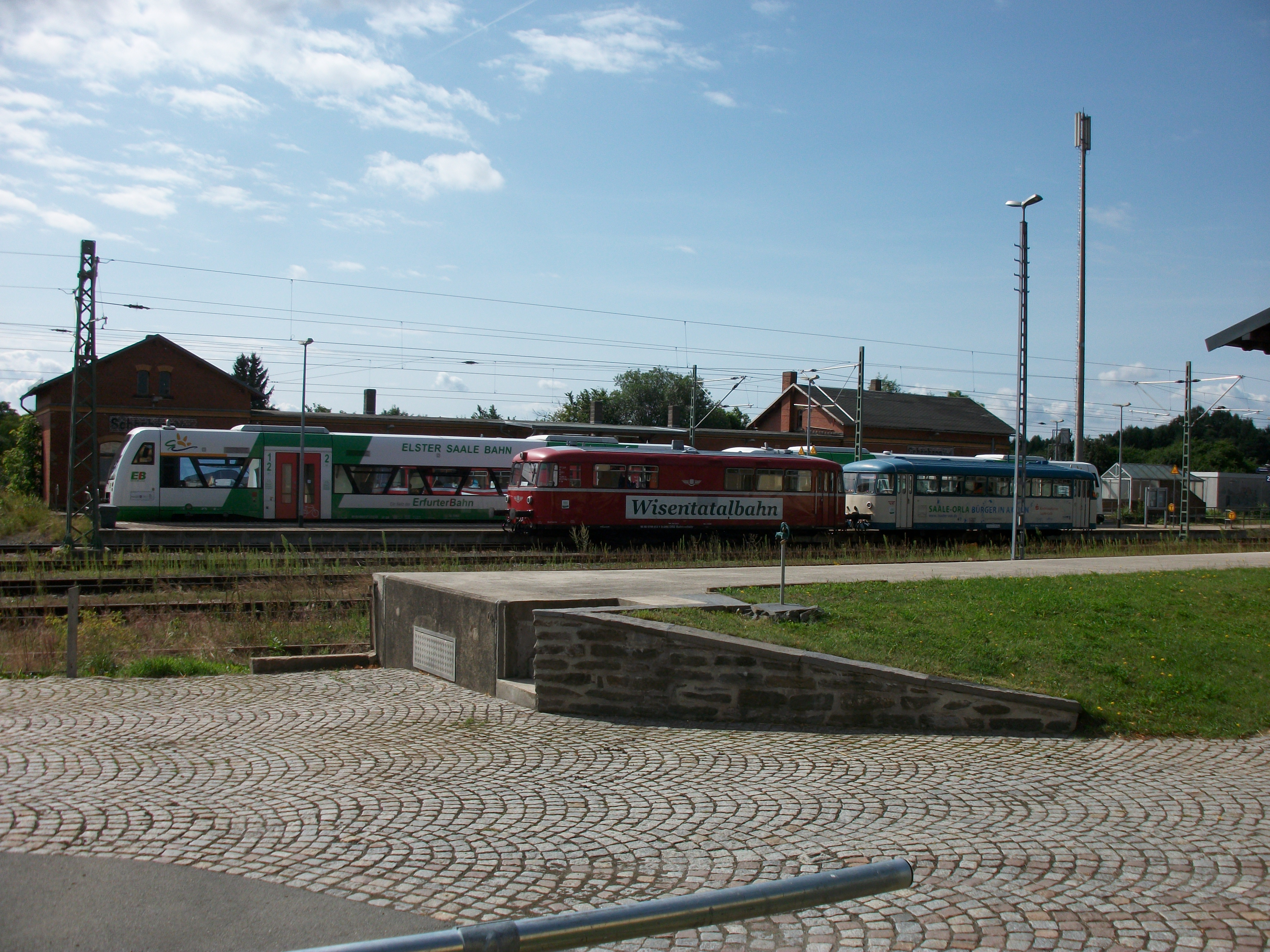
Reisezüge der Erfurter Bahn und der Wisentatalbahn im Bahnhof Schönberg (Vogtl) (2021)

Anfangs standen zwei 1887 gebaute Sekundärbahnlokomotiven der Gattung H VII TS zur Verfügung. Die Lokomotiven SCHÖNBERG und SCHLEIZ bespannten den Eröffnungszug. Mit der Eröffnung der Bahnstrecke Zeulenroda unt Bf–Zeulenroda ob Bf wurden die Lokomotiven 1914 nach Zeulenroda abgegeben. Stattdessen wurden in Schleiz Fahrzeuge der Gattung V T (spätere Baureihe 89.2) stationiert, die wiederum 1936 durch die Baureihe 94.19–21 abgelöst wurden. Nach dem Zweiten Weltkrieg wurde die Baureihe 94.19–21 durch die Baureihe 75.5 ersetzt. Ab der ersten Hälfte der 1960er Jahre kamen dann die Einheitslokomotiven der Baureihe 86 auf die Strecke. Vereinzelt kamen ab 1964 Triebwagen der Baureihe VT 2.09 (spätere Baureihe 771) zum Einsatz, Ende der 1960er Jahre wurden alle Personenzüge mit Triebwagen geführt. Die verbliebenen Zugleistungen wurden mit der Baureihe V 100 bespannt.
Anfang der 1990er Jahre verschwanden die Triebwagen, alle Züge wurden wieder mit Diesellokomotiven meist der Baureihe 201 gezogen. Vereinzelt kam die Baureihe 132 vor Ganzzügen, später vor einzelnen Reisezügen zum Einsatz. Die Baureihe 218 fuhr in den 1990er Jahren ebenfalls auf der Strecke. Mit Triebwagen der Baureihe 628 wurde ab 1996 der Personenverkehr durchgeführt; der Einsatz währte nicht lange, denn bald verkehrten wieder lokbespannte Züge, vorrangig mit der Baureihe 202 anstatt der Baureihe 201. Vor der Übernahme durch die Vogtlandbahn verkehrten zuletzt wieder Triebwagen der Baureihe 771. Die Vogtlandbahn setzte RegioSprinter ein.
Anfang September 2014 erwarb der Förderverein Wisentatalbahn einen Triebwagen der DB-Baureihe 798, mit dem fortan die Sonderfahrten auf der Strecke durchgeführt wurden.